# 马纳瓦图-旺阿努伊
马纳瓦图-旺阿努伊大区是新西兰的一个大区，位于北岛。总面积22,215平方公里，总人口230,200。 主要城市有北帕默斯顿、旺阿努伊等。

## 行政区划
马纳瓦图-旺阿努伊大区包含北帕默斯顿市(Palmerston North City)、马纳瓦图区(Manawatu District)、赫罗范努瓦区(Horowhenua District)、塔拉鲁瓦区(Tararua District)、朗基蒂凯区(Rangitikei District)、旺阿努伊区(Wanganui District)、鲁阿佩胡区(Ruapehu District)，以及斯特拉特福德区(Stratford District)、怀托莫区(Waitomo District)、陶波区(Taupo District)的一部分。

## 外部連結
39°36′S 175°36′E / 39.6°S 175.6°E